# 북위 36도 30분

1849년경의 미국 지도 (현대 주 경계). 북위 36도 30분 위선은 붉은색의 노예주와 푸른색의 자유주를 나눈다.

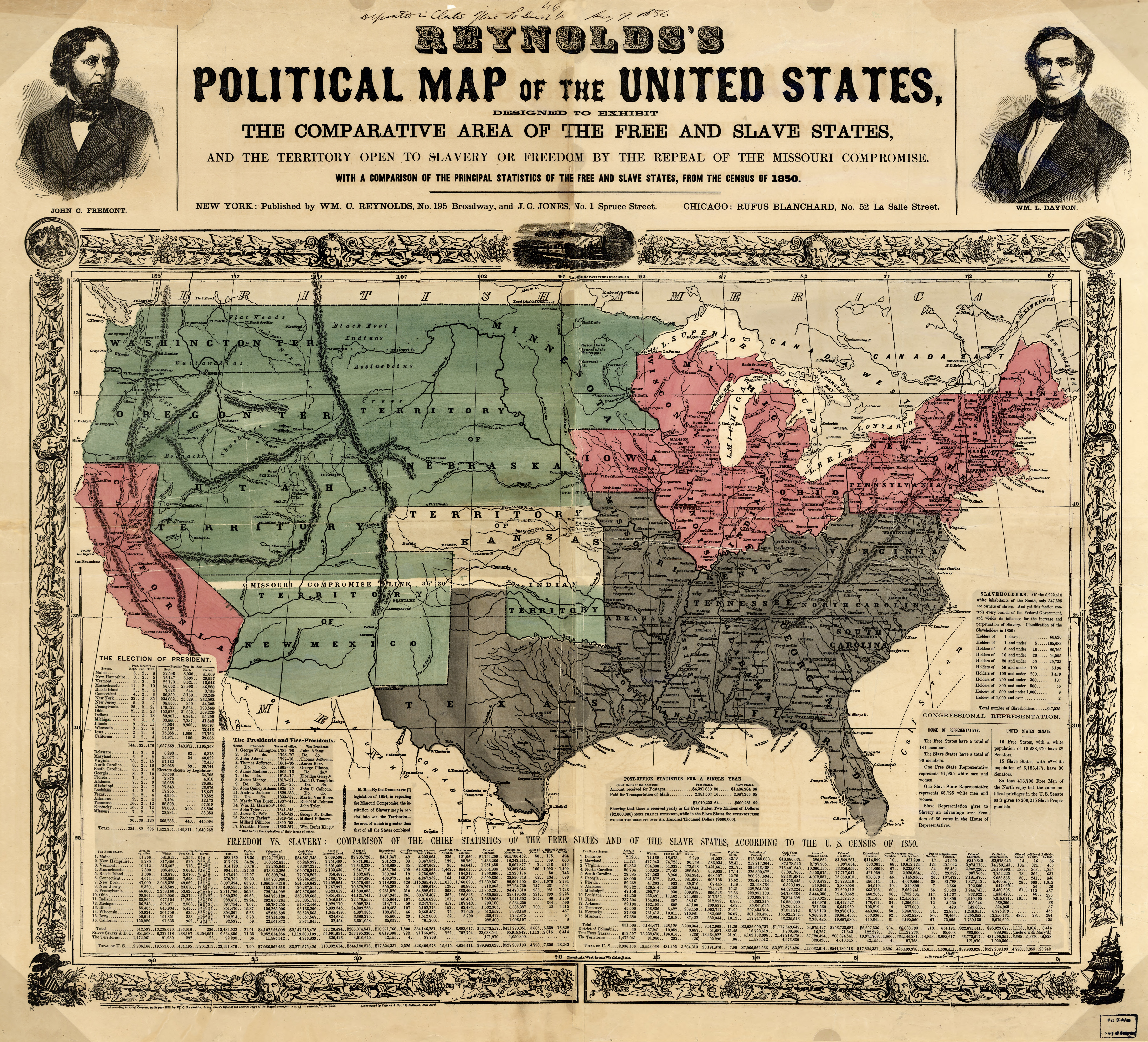
이 1856년 지도는 노예주(회색), 자유주(분홍색), 미국의 준주(녹색), 중앙의 캔자스(흰색)를 보여주며 북위 36도 30분이 뚜렷하게 표시되어 있다.

북위 36도 30분 위선('36도 30분'으로 발음)은 적도에서 북쪽으로 ⁠36+1/2⁠ 도 떨어진 위선이다. 이 위선은 미국의 역사에서 미주리 타협의 경계선으로 특히 중요하며, 이 경계선은 미시시피강 동쪽의 노예주와 자유주를 나누는 데 사용되었지만, 대부분 이 위선 북쪽에 있는 미주리주는 예외였다. 이 선은 오늘날까지도 문화적, 경제적, 정치적 중요성을 지닌다. 킨더 도시 연구소는 선 벨트를 북위 36도 30분 위선 남쪽으로 정의한다.

## 식민지 시대의 아메리카
이 위선은 1665년 왕실 식민지 경계선이었다.

## 미국에서
미국에서 북위 36도 30분 위선은 테네시강 서쪽과 미시시피강 동쪽 지역에서 테네시주와 켄터키주 사이의 경계선의 일부를 이룬다. 이 위선은 또한 세인트 프랜시스강 서쪽 지역에서 미주리주와 아칸소주 사이의 경계선의 일부를 이루며, 오클라호마 팬핸들과 텍사스 팬핸들 사이의 경계선의 일부를 이룬다. 버지니아주와 노스캐롤라이나주; 버지니아주와 테네시주; 테네시주와 켄터키주 사이의 나머지 경계선들은 북위 36도 30분 위선에 가깝게 놓여 있다. 켄터키주와 테네시주 사이의 경계는 버지니아 식민지와 캐롤라이나 식민지의 경계를 설정한 1665년 왕실 식민지 경계선에 따라 36도 30분으로 정의되었다.
1779년과 1780년에 측량사들이 테네시강까지 선을 표시하기 위해 파견되었다. 서쪽으로 작업을 진행하면서 그들의 선은 북쪽으로 표류하여 강에 도달했을 때 36도 30분보다 약 10분 북쪽에 있었다. 이러한 오류에도 불구하고 경계선은 측량된 선을 따라 설정되었다. 켄터키-테네시 경계의 마지막 부분인 테네시강과 미시시피강 사이는 1819년 이 지역의 아메리카 원주민 주장이 소멸되는 조약이 체결된 후에야 측량되었다. 마지막 부분은 미시시피강에서 동쪽으로 36도 30분을 따라 측량되었다. 미시시피강의 36도 30분 측량의 상대적인 정밀도 때문에 의회는 미주리 부트힐을 제외하고 아칸소 준주의 북쪽 경계로 서쪽으로 선을 계속하기로 결정했다.
북위 36도 30분 위선은 미국 동해안에서 시작하여 버지니아주와 노스캐롤라이나주 사이의 경계를 시작으로 거의 직선인 동서 주 경계선(작은 변화는 있음)의 일부이다. 그러나 이 경계와 켄터키주와 테네시주 사이의 경계는 일부 지역에서 36도 30분보다 몇 마일 북쪽에 놓여 있다. 아칸소주 서쪽의 선은 약간 더 북쪽인 37도에 있다.
미주리주 남동부의 미주리 부트힐은 미시시피강을 따라 남쪽으로 약 50마일(80킬로미터), 내륙으로 약 30마일(50킬로미터)까지 북위 36도 위선까지 뻗어 있다. 이는 이 주요 강을 따라 위치한 지역의 정치인들이 1836년에 아칸소주가 된 아칸소 준주보다는 미주리주에 위치하는 것이 유리하다고 느꼈기 때문이다. 북위 36도 30분 위선은 이후 미주리주와 아칸소주 사이의 나머지 경계를 이룬다.
1820년의 미주리 타협은 서부 준주에서 노예 제도가 합법적인 북쪽 한계로 북위 36도 30분 위선을 설정했다. 이 타협의 일부로, 매사추세츠주의 이전 부분이었던 메인주는 자유주로 승인되었다. 이 추가로 미국 상원에서 자유주와 노예주 사이의 권력 균형이 유지되었다.
미주리주의 대부분은 36도 30분 선 북쪽에 위치하지만, 미주리주 남동부에 살았던 남부 플랜터들은 노예 제도를 지지했으며, 특히 면섬유 농장에서의 농업을 위해 그랬다. 따라서 미주리 타협의 일부는 여기서 비롯되었다. 또한, 미국 남부의 노예주들은 또 다른 노예주의 지지를 원하여 상원이 미국에서 노예 제도를 폐지할 수 없도록 했다. 이 상황은 수십 년 동안 지속되었는데, 미시간주, 위스콘신주, 아이오와주와 같은 자유주들이 연방에 편입되면서 아칸소주, 플로리다주, 텍사스주와 같은 새로운 노예주들도 편입되었기 때문이다.
텍사스 공화국이 1845년에 노예주로 미국에 가입했을 때, 텍사스 공화국은 주장했던 북위 36도 30분 위선 북쪽의 모든 토지를 연방 정부에 양도해야 했다. 다음 반세기 동안 이 토지는 캔자스주, 콜로라도주, 뉴멕시코주, 오클라호마주의 일부가 되었다.
1850년 타협은 36도 30분 위선이 텍사스의 최북단 경계임을 확인했다. 이후 캔자스주는 1861년에 자유주로 연방에 편입되었다.
1850년에 뉴멕시코 준주와 유타 준주가, 1854년에 캔자스 준주가, 1861년에 콜로라도 준주가 생성되면서 서부 준주 중 하나인 뉴멕시코의 경계는 북쪽으로 북위 37도까지 이동했다. 뉴멕시코 준주는 결국 뉴멕시코와 애리조나주의 두 주로 나뉘어 1912년에 승인되었지만, 이는 미국 수정 헌법 제13조가 미국의 모든 주에서 노예 제도를 폐지한 지 한참 후였다.
북위 36도 30분 위선에 있는 텍사스의 북쪽 경계와 북위 37도 위선에 있는 캔자스주 및 콜로라도주의 남쪽 경계 사이의 간격은 나중에 1889년에 오클라호마 팬핸들이 된 무인 지대를 만들었다. 네바다주의 상당 부분(라디오방송국 라스베이거스 포함)이 36도 30분 남쪽에 있지만, 1864년 네바다주가 승인될 당시에는 뉴멕시코 준주에 있었다. 이 땅은 1871년에 연방 정부에 의해 네바다주에 양도되기 전까지는 새로운 애리조나 준주에서 분리되지 않았다.
1850년 타협은 캘리포니아를 36도 30분 선을 따라 나누거나 그 남쪽에 노예 제도를 허용하려는 시도를 하지 않았다. 캘리포니아 골드 러시로 인해 형성된 사회적, 정치적 조건은 그러한 어떤 생각도 배제했으며, 캘리포니아는 자유주로 연방에 편입되었다.
남북 전쟁 (1861–65) 동안, 북위 36도 30분 위선 전적으로 남쪽에 위치한 모든 주들은 아메리카 연합국에 가입했다. 이 위선 북쪽에 영토를 가진 모든 주들은 버지니아주를 제외하고 연방에 머물렀지만, 켄터키주와 미주리주는 정규 의회와 함께 선출된 남부 연합 의회를 가지고 있었다. 또한 다른 노예주였던 메릴랜드주는 에이브러햄 링컨 대통령의 지휘 아래 북군에 의해 점령되었고, 따라서 그 주의 의회는 탈퇴하지 않기로 투표하도록 압력을 받았다. 당연히 링컨과 미국 의회의 남은 의원들은 수도인 워싱턴 D.C.가 남부 연합 주들에 의해 둘러싸여 나머지 연방과 단절되는 것을 막기 위해 메릴랜드주가 연방에 머물기를 원했다. 만약 그런 일이 일어났다면, 연방 정부는 필라델피아와 같은 북쪽의 다른 곳으로 이동해야 했을 것이다.

## 전 세계
본초 자오선에서 동쪽으로 향하면서 북위 36도 30분 위선은 다음을 통과한다.
| 좌표                                                     | 국가, 영토 또는 바다 | 비고 |
| -------------------------------------------------------- | -------------------- | --- |
| 북위 36° 30′ 동경 0° 0′  / 북위 36.500° 동경 0.000°      | 지중해               | |
| 북위 36° 30′ 동경 1° 8′  / 북위 36.500° 동경 1.133°      | 알제리               | 테네스, 블리다, 헬리오폴리스 통과 |
| 북위 36° 30′ 동경 8° 9′  / 북위 36.500° 동경 8.150°      | 튀니지               | |
| 북위 36° 30′ 동경 10° 50′  / 북위 36.500° 동경 10.833°   | 지중해               | 시칠리아 섬 바로 남쪽 통과, 이탈리아 |
| 북위 36° 30′ 동경 22° 21′  / 북위 36.500° 동경 22.350°   | 그리스               | 마니반도, 엘라포니소스섬 및 말레아곶 |
| 북위 36° 30′ 동경 23° 8′  / 북위 36.500° 동경 23.133°    | 에게해               | 폴레간드로스섬 바로 남쪽 통과, 그리스 산토리니섬 바로 북쪽 통과, 그리스 아스티팔라이아섬 바로 남쪽 통과, 그리스 |
| 북위 36° 30′ 동경 26° 58′  / 북위 36.500° 동경 26.967°   | 그리스               | 칸델리우사섬 |
| 북위 36° 30′ 동경 26° 59′  / 북위 36.500° 동경 26.983°   | 에게해               | 니시로스섬 바로 남쪽 통과, 그리스 틸로스섬 바로 북쪽 통과, 그리스 시미섬 바로 남쪽 통과, 그리스 로도스섬 바로 북쪽 통과, 그리스 |
| 북위 36° 30′ 동경 29° 8′  / 북위 36.500° 동경 29.133°    | 튀르키예             | |
| 북위 36° 30′ 동경 30° 32′  / 북위 36.500° 동경 30.533°   | 지중해               | 안탈리아만 |
| 북위 36° 30′ 동경 32° 5′  / 북위 36.500° 동경 32.083°    | 튀르키예             | |
| 북위 36° 30′ 동경 34° 11′  / 북위 36.500° 동경 34.183°   | 지중해               | 이스켄데룬만 |
| 북위 36° 30′ 동경 36° 0′  / 북위 36.500° 동경 36.000°    | 튀르키예             | |
| 북위 36° 30′ 동경 36° 33′  / 북위 36.500° 동경 36.550°   | 시리아               | 하사카 통과 |
| 북위 36° 30′ 동경 41° 23′  / 북위 36.500° 동경 41.383°   | 이라크               | |
| 북위 36° 30′ 동경 45° 3′  / 북위 36.500° 동경 45.050°    | 이란                 | 아몰과 카엠샤흐르 바로 북쪽 통과; 바볼과 사리 바로 남쪽 통과 |
| 북위 36° 30′ 동경 61° 9′  / 북위 36.500° 동경 61.150°    | 투르크메니스탄       | |
| 북위 36° 30′ 동경 64° 37′  / 북위 36.500° 동경 64.617°   | 아프가니스탄         | |
| 북위 36° 30′ 동경 71° 49′  / 북위 36.500° 동경 71.817°   | 파키스탄             | 카이베르파크툰크와주 길기트발티스탄 – 인도가 영유권 주장 |
| 북위 36° 30′ 동경 75° 58′  / 북위 36.500° 동경 75.967°   | 중국                 | 신장 위구르 자치구 칭하이성 – 시닝시 바로 남쪽 통과 간쑤성 닝샤 후이족 자치구 간쑤성 산시성 (섬서성) 산시성 (산서성) 허베이성 산둥성 |
| 북위 36° 30′ 동경 120° 57′  / 북위 36.500° 동경 120.950° | 황해                 | 안면도 통과, 대한민국 천수만 통과 |
| 북위 36° 30′ 동경 126° 20′  / 북위 36.500° 동경 126.333° | 대한민국             | 충청남도 세종특별자치시 통과 대전광역시 바로 북쪽 통과 충청북도 – 청주시 바로 남쪽 통과, 속리산 통과 경상북도 – 안동시 통과 |
| 북위 36° 30′ 동경 129° 27′  / 북위 36.500° 동경 129.450° | 동해                 | 도고섬 바로 북쪽 통과, 일본 |
| 북위 36° 30′ 동경 136° 30′  / 북위 36.500° 동경 136.500° | 일본                 | 혼슈 섬: – 이시카와현 – 도야마현 – 나가노현 – 군마현 – 도치기현 – 이바라키현 |
| 북위 36° 30′ 동경 140° 38′  / 북위 36.500° 동경 140.633° | 태평양               | |
| 북위 36° 30′ 서경 121° 56′  / 북위 36.500° 서경 121.933° | 미국                 | 캘리포니아주 – 포인트 로보스 바로 남쪽 통과 네바다주 애리조나주 뉴멕시코주 오클라호마주 / 텍사스주 경계 오클라호마주 미주리주 / 아칸소주 경계 미주리주 켄터키주 (켄터키 벤드) / 테네시주 경계 (약 5 km) 미주리주 (약 5 km) 켄터키주 / 테네시주 경계 테네시주 – 클라크스빌 통과 노스캐롤라이나주 |
| 북위 36° 30′ 서경 75° 52′  / 북위 36.500° 서경 75.867°   | 대서양               | |
| 북위 36° 30′ 서경 6° 16′  / 북위 36.500° 서경 6.267°     | 스페인               | 카디스와 마르베야 통과 |
| 북위 36° 30′ 서경 4° 41′  / 북위 36.500° 서경 4.683°     | 지중해               | |

## 같이 보기
- 미국의 영토 변천
- 메이슨 딕슨 선 – 미국에서 노예-자유 분할과 관련된 또 다른 선
- 1665년 왕실 식민지 경계선 – 버지니아 식민지와 캐롤라이나 식민지 사이의 경계로, 미주리 타협과 관련이 있는 북위 36도 30분 위선을 따른다.
- 북위 49도 – 미네소타주 북부에서 서쪽으로 퓨젓사운드만의 태평양까지 미국과 캐나다 사이의 경계가 된 또 다른 중요한 위선이다. 이 경계는 대영 제국과 맺은 두 개의 별도 조약에서 설정되었으며, 첫 번째는 1818년이었다.
- 북위 54도 40분 – 오리건 경계 분쟁에서 미국의 역사에 중요한 또 다른 위선.